# Безплатни прегръдки
„Безплатни прегръдки“ (Free hugs) е инициатива, която вероятно започва през юни 2004, но получава широк отзвук в интернет и световните медии през 2006 г. благодарение на музикален клип, разпространяван чрез мрежата за видео-обмен YouTube. Кампанията се състои в предлагането на прегръдки на непознати на обществени места, с единствената цел да накара хората да се почувстват по-щастливи.
Клипът е пуснат в YouTube на 22 септември 2006 г. Според резюмето, той е направен в Сидни, Австралия. Главният герой, който раздава прегръдки, идентифициран с псевдонима „Хуан Ман“, върви по улица „Пит Стрийт Мол“ и носи плакат с думите FREE HUGS. Музиката за видеоклипа е на Sick Puppies, австралийска група, с която Ман се запознава година по-рано. Записът на кампанията е направен от фронтмена на групата, Шимон Мур.
Първоначално, както клипът документира, мотивите на Хуан будят недоверие у хората, но за кратко време дистанцията се стопява и все повече хора приемат поканата да бъдат прегърнати. При първата прегръдка черно-бялото отначало видео става пълноцветно.
Впоследствие идеята е подета и други „прегръщачи“, за да се превърне в цялостна кампания. Хуан Ман и сподвижниците му получават предупреждения от общината и полицията да спрат действията си, ако не заплатят застраховка обществена отговорност на стойност 25 милиона долара. Вместо това прегръщачите правят петиция и събират 10 000 подписа в подкрепа на това безплатните прегръдки на едно от оживените места в Сидни да продължат.
Видеоклипът има много широк световен отзвук, като до август 2007 г. е гледан над 17 милиона пъти. Кампании „Безплатни прегръдки“ са осъществени в Тайван, Италия, САЩ, Китай, Белгия, Сингапур, Англия. През България кампанията минава в края на април и началото на май 2007, като е съчетана с промоция на младата изпълнителка Vessy.